# روتيني

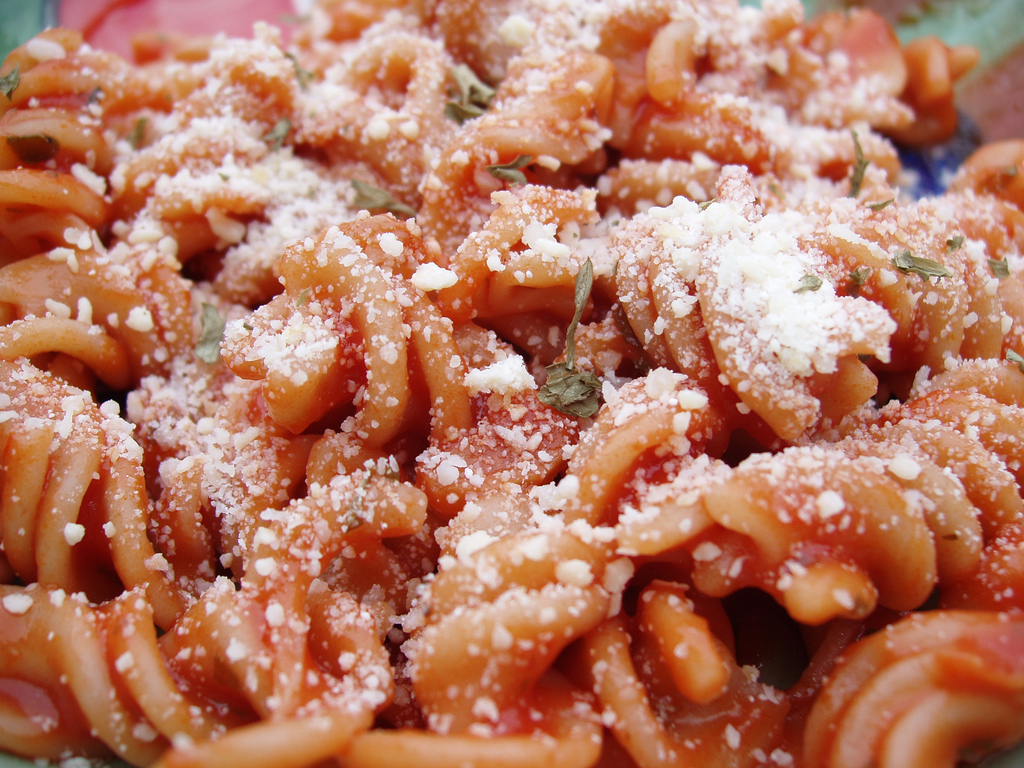
روتيني مع صلصة الطماطم والجبن المبشور

روتيني (Rotini) هي نوع من المعكرونة ذات الشكل الملولب. اسمها مستمد كلمة إيطالية منالقرن السابع عشر تعني «عجلات صغيرة». هناك ارتباط بين معكرونة روتيني وفوزيلي لكن اللولبه في رويتيني أشد وأكثر حدة مع فجوات بينية أصغر. لا يجب الخلط بينها وبين روتيله (معكرونة تشبه عجلات عربة).